# Рыбы
Рыбы (лат. Pisces) — обширная группа водных челюстноротых позвоночных животных, ранее считавшаяся надклассом позвоночных, ещё ранее — классом. Рыбы характеризуются жаберным дыханием на всех этапах постэмбрионального развития организма. С точки зрения кладистики четвероногие являются специализированными лопастепёрыми рыбами. Тем не менее, поскольку традиционно понятие «рыбы» относится к парафилетической группе, не включающей четвероногих, в современной систематике рыбы отсутствуют как таксон.
Рыбы обитают как в солёных, так и в пресных водоёмах — от глубоких океанических впадин до горных ручьёв. Рыбы играют важную роль в большинстве водных экосистем как составляющая пищевых цепей. Многие виды рыб употребляются человеком в пищу и поэтому имеют большое промысловое значение.
Современные рыбы имеют размеры от 7,9 мм (Paedocypris progenetica) до 20 м (китовая акула).
В мире известно 35 768 видов рыб (по состоянию на 2020 год), однако постоянно описываются новые — каждый год описывается около 300—500 новых для науки видов. В России обитает около 3000 видов, в том числе в пресных водах встречается более 280 видов.
Изучению рыб посвящён раздел зоологии — ихтиология.

## Название
Слово «рыба» (древнерусск. рыба) происходит от праславянского *ryba неясной этимологии. Сопоставляется с д.-в.-н. rûppa, rûpa «гусеница», также «налим», ср.-в.-н. ruppe, rûpe «налим». По Фасмеру, слово является табуистическим названием вместо более древнего *zъvь, ср. лит. žuvìs «рыба», греч. ἰχθῦς (ср. ихтиология — «наука о рыбах») «рыба», арм. jukn, которое, ввиду созвучия с глаголом «звать», рыбаки старались не употреблять.
Латинское же название рыб, pisces, ед. ч. piscis, происходит, по-видимому, от праиндоевропейского *pisk-, от которого произошло и англ. fish, то есть «рыба».

## Происхождение и эволюция
Считалось, что наиболее древние бесчелюстные животные, напоминающие рыб, известны из раннего ордовика (около 450—470 млн лет назад). Тем не менее в 1999 году в китайской провинции Юньнань были найдены окаменелости рыбообразного существа Haikouichthys из группы бесчелюстных возрастом около 530 миллионов лет (ранний кембрий). Возможно, подобные формы были предками всех позвоночных.
Отличием первых рыб от бесчелюстных стали челюсти, производное одной из жаберных дуг. Кроме челюстей, рыбы имеют парные плавники, внутреннее ухо с тремя полукружными каналами и жаберные дуги. Несмотря на появление первых челюстноротых рыб ещё в ордовике, они занимали подчиненное положение вплоть до девона. Таким образом, рыбы и бесчелюстные существовали больше 100 млн лет в условиях преобладания бесчелюстных, в отличие от настоящего времени. Хрящевые рыбы появились на рубеже силура и девона, около 420 млн лет назад, и достигли расцвета в карбоне. Лопастепёрые рыбы обитают в мировых океанах как минимум с девона; не исключено, что они существовали уже в силуре. Guiyu oneiros — самая ранняя известная лопастепёрая рыба.
Более половины всех живущих ныне видов позвоночных, а именно, согласно базе данных FishBase, около 31 тысячи видов, относятся к рыбам. Число признанных видов продолжает меняться вследствие открытий новых видов, а также таксономических ревизий отдельных групп. Ныне живущие рыбы представлены тремя классами: хрящевые рыбы (Chondrichthyes), лопастепёрые (Sarcopterygii) и лучепёрые рыбы (Actinopterygii). Два последних класса составляют группу костных рыб.
Современных хрящевых рыб делят на два подкласса: Holocephali (цельноголовые) и Elasmobranchii (пластиножаберные, куда входят акулы и скаты). Ныне существует 900—1000 видов хрящевых рыб.

## Анатомия и физиология

### Внешние покровы
Внешние покровы рыб представлены кожей с чешуёй (у некоторых рыб чешуя отсутствует). Как и у всех других позвоночных, кожа рыб делится на дерму и эпидермис (верхний слой кожи эктодермального происхождения, состоящий из эпителиальной ткани). Эпидермис у рыб неороговевающий. Железы в эпидермисе вырабатывают мукусоподобный секрет (слизь), который защищает внешние покровы животного.
В формировании чешуи основную роль играет внутренний слой кожи — дерма. Хрящевые рыбы имеют плакоидную чешую, которая гомологична зубам всех позвоночных; перемещаясь в ходе эволюции на челюсти, плакоидные чешуи, собственно, и превращаются в зубы у акул и скатов. Плакоидная чешуя состоит из дентина, который формирует основу чешуй, а сверху покрыта эмалью. По химическому составу дентин и эмаль акул схожи с дентином и эмалью зубов человека. Утраченные плакоидные чешуи не возобновляются, но при росте рыбы их количество увеличивается. Плавниковые шипы некоторых хрящевых рыб (например, у черноморского катрана) тоже являются преобразованными плакоидными чешуями.
Костистым рыбам присуще несколько разных типов чешуи.
Ганоидная чешуя имеется у наиболее примитивных из лучепёрых рыб, например осетровых. Она сформирована костяными пластинками, которые сверху покрыты пластом похожего на дентин вещества — ганоина; часто такая чешуя покрывает тело рыбы сплошным защитным панцирем, как у представителей семейств Polypteridae и Lepisosteidae.
Для ископаемых и современных кистеперых и двоякодышащих рыб характерна космоидная чешуя, внешняя поверхность которой образована пластом космина (откуда происходит название), а сверх него — дентина. Космин подстилается пластом губчатой кости. У современных видов кистепёрых и двоякодышащих рыб внешний дентиновый и внутренний губчатый пласты постепенно редуцируются: у современных видов рода Латимерия на поверхности чешуи сохранились лишь одиночные бугорки дентина.
Окраска рыб может варьировать в очень широких пределах: от однотонной практически всех возможных цветов до маскировочной «камуфляжной» или, наоборот, подчёркнуто яркой «предупреждающей».

### Скелет и мышечная система
Опорно-двигательная система рыб — система органов и тканей рыб, которая позволяет им изменять своё положение в окружающей среде и осуществлять движение. Части опорно-двигательной системы, благодаря эволюционным видоизменениям, приспособлены также и для выполнения других специализированных функций.
В отличие от наземных позвоночных, череп которых состоит из сращённых костей, более чем 40 костных элементов черепа рыб могут двигаться независимо. Это позволяет вытягивать челюсти, раздвигать их в стороны, опускать жаберный аппарат и дно ротовой полости.
Подвижные элементы крепятся к более жёстко сочленённому нейрокраниуму, который окружает головной мозг. Нейрокраниум костных рыб в эволюции возникает из хрящевого черепа хрящевых рыб, к которому прирастают кожные костные пластинки.
Челюсти в классах костных и хрящевых рыб эволюционно образовались из третьей пары жаберных дуг (о чём свидетельствуют рудименты первых двух пар дуг у акул — так называемые губные хрящи).
У костистых рыб челюсти несут основные группы зубов на переднечелюстной (premaxilla) и верхнечелюстной костях (maxilla, верхняя челюсть), на dentale и articulare (нижняя челюсть).
Несколько специализированных групп костей формируют дно ротовой полости и соединяют челюсти с другими элементами черепа. Наиболее рострально (впереди) расположена гиоидная дуга, которая играет важную роль при изменении объёма ротовой полости. За ней идут жаберные дуги, которые несут жаберные дыхательные структуры, и наиболее каудально расположены так называемые глоточные челюсти, которые также могут нести зубы.
Во время питания мышцы, которые опускают комплекс нижней челюсти, смещают этот комплекс таким образом, что челюсти выдвигаются вперед. При этом в ротовой полости создаётся всасывающая сила за счёт опускания дна рта. Жаберные крышки при этом закрывают жабры. Такая комбинация движений приводит к всасыванию воды и втягиванию пищи в рот.
Движущая сила при плавании рыб создаётся плавниками: парными (грудные и брюшные) и непарными (спинной, анальный, хвостовой). При этом у костных рыб плавники состоят из костных (у некоторых примитивных — из хрящевых) лучей, соединённых перепонкой. Присоединённые к основным лучам мышцы могут разворачивать или свёртывать плавник, изменять его ориентацию или генерировать волнообразные движения. Хвостовой плавник, который у большинства рыб является основным движителем, поддерживается набором специальных сплюснутых костей (уростиль и др.) и ассоциированных с ними мышц в дополнение к боковым мышцам туловища. По соотношению размеров верхней и нижней лопасти хвостовой плавник может быть гомоцеркальным (когда обе лопасти имеют равную величину; это характерно для большинства лучепёрых рыб) или гетероцеркальным (когда одна лопасть, обычно верхняя, больше другой; характерно для акул и скатов, а также осетровых; у таких представителей костных рыб как меченосцы хвостовой плавник гетероцеркальный с большей нижней лопастью).
Позвоночник рыб состоит из отдельных, несращённых позвонков. Позвонки рыб амфицельные (то есть обе их торцевые поверхности вогнутые), между позвонками находится хрящевая прослойка; невральные дуги, расположенные сверху над телами позвонков, формируют позвоночный канал, защищающий спинной мозг. Позвоночник делится на два отдела: туловищный и хвостовой. От позвонков туловища в стороны отходят рёберные отростки, к которым крепятся рёбра. В хвостовом отделе позвоночника боковых отростков нет, зато кроме невральной дуги имеется сосудистая (гемальная) дуга, которая прикрепляется к позвонку снизу и защищает проходящий в ней большой кровеносный сосуд — брюшную аорту. От невральных и гемальных дуг вертикально вверх и вниз отходят заострённые остистые отростки.

#### Плавники
Плавники рыб служат главным образом основными движителями для активного плавания, а также для стабилизации положения и маневрирования в толще воды и даже для опоры и хождения по грунту. В процессе эволюции строение плавников у некоторых рыб изменилось для выполнения иных жизненных функций. Например брюшные плавники или анальный плавник либо их отдельные лучи или части могут быть преобразованы в особые копулятивные органы, служащие для внутреннего оплодотворения. Первый луч спинного плавника у некоторых глубоководных рыб-хищников может быть превращён в своеобразное удилище — илиций, служащее для приманивания потенциальных жертв. Различают парные и непарные плавники.
К непарным плавникам относятся: спинной плавник (лат. pinna dorsalis, обозначается заглавной латинской буквой D), который может быть представлен у разных рыб числом от одного до трёх, крайне редко отсутствует вовсе; анальный, или подхвостовой, плавник (лат. pinna analis, обозначается буквой A), может быть у разных рыб в количестве от одного до двух, изредка отсутствует вовсе; хвостовой плавник (лат. pinna caudalis, обозначается буквой C) у некоторых рыб отсутствует; жировой плавник (лат. pinna adiposa), встречающийся у некоторых групп рыб.
Парные плавники, по сути, представляют собой парные конечности, опирающиеся на соответствующие им внутренние скелетные элементы — пояса плавников. У подавляющего большинства рыб представлены двумя парами плавников: грудным плавником (лат. pinna pectoralis, обозначается латинской буквой P) и брюшным плавником (лат. pinna ventralis, обозначается заглавной латинской буквой V). У некоторых рыб могут отсутствовать брюшные, а в редких случаях — и грудные плавники. По положению на туловище обычно различают 3 основных типа брюшных плавников: абдоминальные — расположены в средней части тела позади грудных плавников, торакальные — расположены под грудными плавниками, и югулярные — расположены впереди грудных плавников на горле.

#### Мышцы
В правую и левую стороны от позвоночника отходит мембрана из соединительной ткани, которая называется горизонтальной септой (перегородкой) и разделяет мышцы тела рыбы, называемые миомерами, на дорсальную (верхнюю) и вентральную (нижнюю) части.
Плавание рыб осуществляется благодаря сокращению мышц, которые соединяются сухожилиями с позвоночником. Миомеры в теле рыбы имеют форму конусов, вложенных один в другой, и разделённых перегородками соединительной ткани (миосептами). Сокращение миомеров через сухожилие передаётся на позвоночник, побуждая его к волнообразному движению (ундуляции) по всей длине тела или лишь в хвостовом его отделе.
В целом мускулатура рыб представлена двумя типами мышц. «Медленные» мышцы используются при спокойном плавании. Они содержат много миоглобина, который обуславливает их красный цвет. Метаболизм в них в основном аэробный, то есть в них происходит полное окисление питательных веществ. Такие красные мышцы могут долго не утомляться и потому используются при долгом монотонном плавании. В отличие от красных, «быстрые» белые мышцы с преимущественно гликолитиновым метаболизмом способны к быстрому, но кратковременному сокращению. Они используются при быстрых внезапных рывках; при этом они могут давать большую, чем красные мышцы, мощность, но быстро утомляются.
У многих рыб мышцы могут выполнять также и некоторые другие функции кроме движения. У некоторых видов они участвуют в терморегуляции (термогенезе). У тунцов (Scombridae) благодаря активности мускулатуры температура мозга поддерживается на более высоком уровне, чем температура других частей тела, когда тунцы охотятся на кальмаров в глубоких холодных водах.
Электрические токи, которые генерируются при сокращении мышц, используются слонорылом как коммуникационный сигнал; у электрических скатов электрические импульсы, генерированные видоизменёнными мышцами, используются для поражения других животных. Модификация мышечных клеток для выполнения функции электрической батареи эволюционно происходила независимо и неоднократно в разных таксонах: глазных мышц у рыб-звездочётов (Uranoscopidae), жевательной мускулатуры (электрические скаты) или осевой мускулатуры (электрические угри).

### Нервная система и органы чувств
Головной мозг рыб принято делить на три большие части: передний, средний и задний мозг. Передний мозг состоит из конечного мозга и промежуточного мозга. На ростральном (переднем) конце конечного мозга расположены обонятельные луковицы, которые получают сигналы от обонятельных рецепторов. Обонятельные луковицы обычно увеличены у рыб, которые активно используют нюх, например у акул. В коре среднего мозга находятся оптические доли. Задний отдел подразделяется на собственно задний мозг (к нему относится мост и мозжечок) и продолговатый мозг.
Спинной мозг проходит внутри нервных дуг позвонков по всей длине позвоночника рыбы. Аналогично миомерам и позвоночнику, в строении спинного мозга наблюдается сегментация. В каждом сегменте тела сенсорные нейроны входят в спинной мозг через дорсальные корешки, а двигательные нейроны выходят из него через вентральные.
Глаза рыб по своему строению очень схожи с глазами других позвоночных. Важное отличие глаза рыб от глаза млекопитающих заключается в том, что для аккомодации рыбы не изменяют кривизну хрусталика, а приближают его к сетчатке или отдаляют от неё. Структура сетчатки у рыб варьирует в зависимости от места их обитания: у глубоководных видов глаза приспособлены для восприятия света преимущественно красной части спектра, а рыбы, которые живут на мелководье, воспринимают более широкий спектр. У некоторых глубоководных рыб, например у жемчужноглазовых, глаз имеет телескопическое строение, позволяющее улавливать в дисфотической зоне (сумеречной зоне) океана самый минимальный свет. Кроме того, у этих рыб имеется совершенно уникальный «жемчужный орган», внешне представляющий собой белое пятно на поверхности глаза, которое, будучи связанным со вторичной сетчаткой, заметно расширяет сектор обычного поля зрения рыб. Имеются также много видов слепых рыб — морских глубоководных или пресноводных «пещерных» (подземных) рыб, утративших полностью или частично функцию зрения. В 2011 году был обнаружен очередной новый вид подобных слепых рыб — Bangana musaei.
Обоняние и вкус позволяют рыбам ориентироваться в химическом составе окружающей среды. Способность рыб к ощущению химических сигналов хорошо иллюстрируют лососи, которые, идя на нерест из моря к речным системам, определяют по запаху воды именно тот ручей или реку, в котором когда-то сами вышли из икры. Обонятельные рецепторы рыб расположены в ноздрях. Они, в отличие от ноздрей других позвоночных, не соединяются с носоглоткой (хоаны есть только у двоякодышащих рыб). Вкусовые рецепторы у многих рыб есть не только в ротовой полости, но и на жаберных структурах, усиках и даже плавниках и просто на поверхности тела.
Механорецепторы рыб содержатся во внутреннем ухе (парные органы слуха и равновесия), а также органах боковой линии. Внутреннее ухо пластиножаберных (акул и скатов) и костистых рыб состоит из трёх полукружных каналов, расположенных в трёх взаимно перпендикулярных плоскостях, и трёх камер, каждая из которых содержит отолиты. Некоторые виды рыб (например, серебряный карась и разные виды сомов) имеют комплекс косточек (веберов аппарат), соединяющий ухо с плавательным пузырём. Благодаря этой адаптации внешние вибрации усиливаются плавательным пузырём, как резонатором. Отолит в третьей камере обеспечивает рыбе ориентацию в пространстве.
Перемещение воды по поверхности рыбы ощущается структурами, которые называются нейромастами. Эти органы могут быть рассеяны поодиночке или собраны под чешуёй в совокупность каналов, которые называются боковой линией. Нейромасты включают полушарие гелевой консистенции (капулу) и сенсорные волосовидные клетки, а также синапсы нервных волокон, которые находятся на волосовидных клетках. Ток воды отгибает волосовидные клетки, вызывая нервные импульсы. Эти импульсы позволяют составить довольно подробную картину окружающей среды: некоторые виды рыб, лишённые глаз, целиком ориентируются и перемещаются, полагаясь только на органы боковой линии.

#### Электрорецепция и электрические органы
Ощущение электрического поля — электрорецепция — присуще многим видам рыб, не только тем, которые могут сами генерировать электрические разряды. Электрические сигналы улавливаются с помощью специальных ямок на поверхности тела. Эти ямки заполнены гелеподобным веществом, которое проводит электрический ток и содержит в себе электрорецепторные клетки, которые образуют синапсы с нейронами.
По характеру вырабатываемых электрических импульсов рыб делят на неэлектрических (большинство рыб), слабоэлектрических (мормиры, гимнарх), и сильноэлектрических (электрические сом, угорь, скат).
Неэлектрические рыбы в результате нервно-мышечной деятельности создают слабые электрические импульсы 100—200 мк. В косяке рыб образуется общее биоэлектрическое поле, сформированное суммированными электрическими полями отдельных особей, которое влияет на поведение и ориентацию рыб. У неэлектрических рыб (за исключением хрящевых, некоторых осетровых, сомовых) электрорецепторы отсутствуют. Они воспринимают электрический ток, который действует на другие рецепторы и свободные нервные окончания.
Слабо- и сильноэлектрические рыбы воспринимают электрические поля с помощью электрорецепторов боковой линии. Специализированные электрические органы служат им для защиты, нападения на добычу и ориентации. Они представляют собой парные, симметрично расположенные по бокам тела структуры, состоящие из пластинок, собранных в столбики. У скатов электрические органы, составляющие до 25 % массы тела, похожи на пчелиные соты. Каждый орган состоит из приблизительно 600 вертикальных призм, имеющих 6 граней. Каждую призму образуют примерно 40 электрических дисковидных пластинок, отделённых студенистой соединительной тканью. Каждая призма является отдельной электрической батареей.
Нервными центрами электрических органов у рыб являются электрические доли продолговатого мозга и спинной мозг.

### Кровеносная система и газообмен
У большинства рыб один круг кровообращения и двухкамерное сердце. У двоякодышащих рыб два круга кровообращения и неполные перегородки в предсердии и желудочке. Кровеносная система замкнутая, транспортирует кровь от сердца через жабры и ткани тела. В отличие от сердца других позвоночных, сердце рыб не приспособлено для отделения (даже частичного) обогащённой кислородом крови (артериальной) от необогащённой (венозной). Структурно сердце рыб представляет собой последовательную серию из камер, заполненных венозной кровью: венозный синус, предсердие, желудочек и артериальный конус. Камеры сердца разделены клапанами, которые позволяют крови при сокращении сердца двигаться только в одном направлении (от венозного синуса к артериальному конусу), но не наоборот.
Основным органом газообмена рыб являются жабры, которые расположены по сторонам ротовой полости. У костистых рыб они закрыты жаберной крышкой, у других классов — свободно приоткрываются наружу. Во время вентиляции жабр вода попадает в ротовую полость через рот, а потом проходит между жаберными дугами и выходит наружу из-под жаберных крышек. Анатомически жабры состоят из полупроницаемых мембран и кровеносных сосудов, которые расположены на костных жаберных дугах. Специфической структурой, приспособленной для газообмена, являются жаберные лепестки, где под тонким эпителием находятся сильно разветвлённые капилляры.
В дополнение к жабрам рыбы могут использовать и другие способы газообмена. На стадии личинки значительная часть газообмена осуществляется через кожу; несколько видов рыб имеют «лёгкие», где сохраняется увлажнённый воздух (амия); некоторые виды могут дышать воздухом непосредственно (гурами).

### Пищеварительная система и питание
Пищу рыбы захватывают и удерживают зубами (обычно недифференцированными), находящимися во рту. Изо рта через глотку и далее через пищевод пища попадает в желудок, где подвергается обработке ферментами, содержащимися в желудочном соке. Вблизи места соединения желудка и тонкой кишки у многих рыб имеются слепо оканчивающиеся выросты — пилорические придатки, которые служат для увеличения пищеварительной поверхности, а также для нейтрализации пищи при переходе её из кислой среды желудка в щелочную среду кишечника. После желудка пища попадает в тонкую кишку с протоками печени и поджелудочной железы, а оттуда через анальное отверстие или клоаку выводятся наружу непереработанные остатки пищи.
Рыбам присущ широкий спектр пищевых объектов и способов питания. В целом все рыбы могут быть разделены на растительноядных, хищников, детритофагов и всеядных. Растительноядные рыбы могут питаться как макро-, так и микроводорослями, а также водными цветковыми растениями. Некоторые из таких рыб приспособлены к питанию планктоном, фильтруя его специализированными жаберными тычинками на жаберных дугах: так, разные виды толстолобиков (Hypophthalmichthys molitrix, Hypophthalmichthys nobilis) питаются исключительно за счёт этого ресурса и являются строго определёнными рыбами-фильтраторами микроскопических водорослей, которые живут в толще воды. Морские рыбы из семейства Pomacentridae питаются бентосными макроводорослями, причём каждая рыба имеет определённый участок, где она вырывает все водоросли, оставляя для роста только те виды, которыми питается,— при этом не вырывая их во время питания, а лишь частично объедая.
Хищные рыбы используют в качестве пищевого ресурса широчайший спектр объектов. Планктонные фильтраторы (такие как китовая акула) отфильтровывают зоопланктон из толщи воды; кроме того, рыбы могут питаться ракообразными, моллюсками, плоскими, круглыми и кольчатыми червями, а также другими рыбами. Наиболее специализированными из хищных рыб являются те, которые питаются эктопаразитами других рыб (Labridae, Chaetodontidae и прочие): они выбирают паразитов и отмершие кусочки кожи с поверхности тела рыб-«клиентов», которые специально посещают места обитания «чистильщиков».
Многие виды рыб изменяют тип питания на протяжении жизни: например, в молодом возрасте питаются планктоном, а позже — рыбами или крупными беспозвоночными.

### Выделительная система и осморегуляция
Жизнь в водной среде приводит к ряду проблем с осморегуляцией, с которыми сталкиваются как пресноводные, так и морские рыбы. Осмотическое давление крови рыб может быть как ниже (у морских рыб), так и выше (у пресноводных), чем осмотическое давление внешней среды. Хрящевые рыбы — изоосмотические, но при этом в их организме концентрация солей намного ниже, чем в окружающей среде. Выравнивание осмотического давления при этом достигается благодаря повышенному содержанию мочевины и триметиламиноксида (ТМАО) в крови. Поддержание низкой концентрации солей в организме хрящевых рыб осуществляется благодаря выделению солей почками, а также специализированной ректальной железой, которая соединяется с пищеварительным трактом. Ректальная железа концентрирует и выводит как ионы натрия, так и хлорид-ионы из крови и тканей организма.
Костистые рыбы не являются изоосмотическими. Большая эпителиальная поверхность жабр, необходимая для эффективного выполнения функции газообмена, потребовала выработки специальных эволюционных механизмов противодействия осмотическому стрессу в гипо- или гипертонической среде.
Жабры костистых рыб играют ведущую роль в осморегуляции, благодаря хлоридным эпителиальным клеткам, позволяющим осуществлять вывод или задержку ионов хлора и натрия за счёт активности Na +-K+-ATPa. Хлоридные клетки за счёт активности таких ферментов, как трансаминазы и глутаматдегидрогеназы, играют важную роль в экскреции азотсодержащих продуктов жизнедеятельности.
Морские костистые рыбы с низкой (относительно окружающей среды) концентрацией ионов в организме постоянно теряют воду, которая под действием осмотического давления выходит из их тканей наружу. Эти потери компенсируются за счёт питья и фильтрации солёной воды. Катионы натрия и хлорид-ионы выводятся из крови через хлоридные клетки жаберного эпителия, в то время как катионы магния и сульфатные анионы выводятся почками. Пресноводные рыбы сталкиваются с противоположной проблемой (поскольку у них концентрация солей в организме выше, чем в окружающей среде). Осмотическое давление у них выравнивается благодаря захвату ионов из водной среды через жаберные мембраны, а также благодаря выделению большого количества мочевины.
Виды рыб, мигрирующие между средами с большой разницей осмотического давления, направление переноса солей через жаберный эпителий изменяется в зависимости от солёности среды: в гипертонических средах организм экскретирует, а в гипотонической среде перестраивается на поглощение солей. Экспериментально установлено, что процесс физиологической адаптации организма рыбы, это процесс постепенный, приводящий к значительной перестройке биохимических компонентов и морфологии жаберного эпителия.
В осморегуляторных изменениях таких рыб, как лососёвые, задействован стероидный гормон стресса кортизол, который отвечает за переход на гипертонические среды обитания (то есть переход с пресной воды в солёную), а также пролактин, отвечающий за переход на гипотоническую среду обитания (из морской в пресную).

## Размножение

### Типы

#### Двуполое размножение
Двуполое размножение — наиболее обычная и распространённая форма. При этом способе репродукции оба пола чётко разделены. У некоторых видов очень ярко выражены вторичные половые признаки и наблюдается половой диморфизм. Характеристики вторичных половых признаков обычно проявляет только один пол (в большинстве случаев — самцы). Они не относятся к половому созреванию, могут интенсифицироваться на протяжении брачного сезона и не оказывают содействия индивидуальному выживанию. Вторичные половые признаки могут проявляться в виде различий в размерах тела, частей тела (например, удлинённые плавники), строения тела (например, выросты на голове), расположении зубов, окраске, а также встречаются в виде отличий между акустическими, химическими, электрическими и другими характеристиками самцов и самок. Двуполое размножение может быть моногамным, полигамным и промискуитетом.

#### Гермафродитизм
У рыб-гермафродитов пол может меняться в течение жизни: они функционируют то как мужская, то как женская особь (случайно или последовательно). Есть две формы последовательного изменения пола — протоандрия и протогиния. Протоандрические гермафродиты — это особи, которые в начале своей жизни являются самцами, а позднее претерпевают кардинальные перестройки половой системы и становятся полностью функциональными самками. Такая форма преобразования пола широко распространена в семействе морских окуней (Serranidae). Все губаны (Labridae) являются протогиническими гермафродитами, когда все самцы являются преобразованными с возрастом самками. В этом семействе на смену пола могут влиять как факторы окружающей среды, так и социальные отношения в популяции. Социальная структура губанов заключается в наличии гаремов, которые состоят из самок и одного большого самца. Внутри группа структурирована по размеру, с самцом на верхушке иерархии. Если изъять из группы самку, другие самки (низшие по рангу) будут изменять своё иерархичное положение, обычно сдвигаясь на одну позицию вверх. Если же изъять из группы самца, самая крупная самка гарема старается занять его место, агрессивно отгоняя самцов, которые контролируют другие гаремы. Если ей это удаётся и никому из окружающих самцов не удаётся присоединить этот гарем к собственному, то эта самка начинает демонстрировать поведение самца, и после около 14 дней её половая система полностью изменяется, начиная продуцировать мужские половые клетки.
В таксонах, где половая принадлежность обусловлена социальной структурой, процесс изменения пола широко варьирует, и одна и та же особь может изменять пол несколько раз на протяжении жизни. С другой стороны, существуют таксоны (например, полосатые окуни, жёлтый окунь, большинство груперов), где половая принадлежность особей чередуется, но не испытывает влияния социальной структуры.
Случайные гермафродиты могут продуцировать как яйцеклетки, так и сперматозоиды — они потенциально имеют возможность самооплодотворения. Известны лишь три вида из отряда Cyprinodontiformes, которые функционируют как самооплодотворяющие гермафродиты: два вида рода Cynolebias и вид Rivulus marmoratus. При этом самооплодотворение у Rivulus marmoratus является внутренним и в результате приводит к появлению гомозиготных, генетически идентичных потомков.
Более обычная форма случайного гермафродитизма наблюдается в родах Hypoplectrus и Serranus семейства окунёвых (Percidae). Хотя эти рыбы способны продуцировать сперматозоиды и яйцеклетки одновременно, на протяжении одного нереста они функционируют как представители только одного пола. Учитывая то, что один акт нереста может длиться несколько часов, рыбы одной пары могут обмениваться половыми ролями и продуцировать поочередно яйцеклетки (икру) или сперматозоиды (молоки).

#### Гиногенез
Гиногенез считается особой разновидностью партеногенеза, который в чистом виде у рыб не встречается. При гиногенезе роль сперматозоида сводится к механической функции, запускающей процесс дробления яйца и эмбрионального развития. С помощью гиногенеза размножаются некоторые популяции или виды рыб, представленные в природе одними самками. Такие однополые формы рыб называют также спермопаразитами, которые для собственного размножения используют сперму самцов других, обычно близких бисексуальных видов, участвуя с ними в совместном нересте. При этом роль самцов других видов заключается лишь в продуцировании сперматозоидов, которые чисто механически активируют начало дробления яйца самки-спермопаразита, проникая внутрь её яйца через микропиле во внешней мембране (хорион), но не сливаются с женским геномом. Такой тип размножения также называют клонально-гиногинетическим. При этом все потомки одной самки становятся самками-клонами, генетически идентичными с материнской особью. Подобное размножение отмечено у карпообразных (Cypriniformes): у некоторых европейских полиплоидных популяций серебряного карася Carassius gibelio, некоторых стабильных восточно-европейских полиплоидных форм щиповок рода Cobitis, отдельных представителей карпозубообразных (Cyprinodontiformes), например в роде Poeciliopsis, и некоторых других рыб.

### Формы размножения
В дополнение к трём типам размножения существуют три его разные формы внутри каждого типа: яйцерождение, яйцеживорождение и живорождение.
При яйцерождении в процессе нереста мужские и женские гаметы вымётываются в воду, где происходит оплодотворение. Иногда оплодотворение может быть и внутренним (как у скорпен — Scorpenidae, и американских сомов — Auchenipteridae), но самка после этого вымётывает оплодотворённую икру. На протяжении развития зародыш использует как желток яйца, так и имеющиеся в яйце капли жиров.
При яйцеживорождении, яйца всё время находятся в организме самки, оплодотворение внутреннее. Несмотря на нахождение яиц в теле самки, между материнским организмом и зародышем не возникает плацентарного контакта или контакта кругов кровообращения. Вместе с тем зародыш во время своего развития питается запасами питательных веществ, которые имеются в яйце. Мальки выходят из яиц внутри материнского организма, после чего немедленно выходят наружу. Наиболее известными рыбами, которым присуща такая форма размножения, являются представители Poeciliidae — широко распространённые в аквариумах гуппи и меченосцы. Эта форма размножения характерна также для латимерии.
Размножение в форме живорождения во многом подобно яйцеживорождению, но при этом между яйцом и материнским организмом возникает плацентарный контакт или контакт между их кругами кровообращения. Таким образом, эмбрион при развитии получает необходимые питательные вещества из организма матери. Наиболее обычна данная форма размножения для акул, но она присуща также и некоторым костистым рыбам, например жителям горных водоёмов из семейства Goodeidae и представителям семейства Embiotocidae.

#### Нерестовыемиграции
Некоторые виды рыб совершают регулярные миграции в подходящие для нереста места. Такие виды рыб могут иметь сложный аппарат осморегуляции, и в зависимости от того, в гипертоническую или гипотоническую среду совершается миграция, виды называются катадромными (др.-греч. κατά «вниз», др.-греч. δρόμάσ «блуждающий») или анадромными (др.-греч. αηα «обратно», др.-греч. δρόμάσ «блуждающий»), соответственно.
- Лососёвые — например, чавыча, кета или горбуша — относятся к катадромным рыбам, заходящим в реки на нерест. Кета, идущая на нерест, может преодолеть расстояние в 1200 км по реке Амур. Чавыча по реке Юкон может преодолевать расстояние до 4 тысяч километров[12].

В ходе миграции к местам нереста лосось не питается, и истощается настолько, что уровень липидов в мышцах снижается с 10 % до уровня десятых долей процента.
- К анадромным видам рыб относится морская минога, европейский и американский угри, представители семейства сельдевых.

Установлено, что особи некоторых видов возвращаются именно в ту реку, в которой они появились, причём находят «свою» реку рыбы по запаху.

### Забота о потомстве
Не характерная для рыб забота о потомстве наблюдается преимущественно у видов в приливно-отливной зоне, в узких заливах и бухтах, а также в реках и озёрах.
Самец пятнадцатииглой морской колюшки сооружает своеобразное гнездо из кусочков водорослей, скрепляя их специальным секретом. Потом он загоняет в гнездо самок, которые откладывают икру, а самец остаётся охранять икру и молодь.
Самка горчака может вытягивать своеобразный яйцеклад в длинную трубку и откладывает икру в мантийную полость пресноводных двустворчатых моллюсков. Самец выпускает сперму рядом с моллюском, и когда тот захватывает корм, втягивая в себя воду, икра оплодотворяется.
Особое приспособление имеется у самца австралийского гулливерова куртуса. Самец вынашивает икринки у себя на лбу. Гроздья икринок, прикреплённых клейкими нитевидными выростами с обоих концов, крепко удерживаются крючком, образованным лучами его спинного плавника.
Сложное поведение, связанное с заботой о потомстве, развилось у морских игл и морских коньков.
Обитающие в бассейне реки Амазонки дискусы выкармливают малька выделениями на боках.

## Болезни
Как и другие животные, рыбы могут болеть инфекционными и инвазионными заболеваниями (гельминтозы и другие). Для предотвращения болезней у них есть множество защитных средств. Неспецифическая защита включает кожу и чешуйки, а также слой слизи, выделяемый эпидермисом, который задерживает и подавляет рост микроорганизмов. Если патогенные микроорганизмы нарушают эти защитные механизмы, организм рыбы реагирует неспецифической воспалительной реакцией. В последние годы вакцины стали широко использоваться в аквакультуре, а также с декоративными рыбами, например вакцины против фурункулеза у выращиваемого лосося и вирус герпеса кои у кои.
Факторы развития злокачественных новообразований у рыб — биологические (бактерии и вирусы), наследственные, химические (ядовитые органические вещества и соединения тяжёлых металлов, растворенные в воде), физические (естественные и антропогенные радиоактивные вещества, оказавшиеся в природных водах).
Некоторые виды используют рыб-чистильщиков для удаления внешних паразитов. Наиболее известными из них являются голубые губаны-чистильщики рода Labroides, обитающие на коралловых рифах в Индийском и Тихом океанах. Поведение при очистке наблюдалось у ряда групп рыб, включая интересный случай между двумя цихлидами одного и того же рода, Etroplus maculatus, чистильщиком, и гораздо более крупным Etroplus suratensis[кем?].

### Иммунная система
Бесчелюстные рыбы полагаются на участки лимфатической системы в других органах для производства иммунных клеток. Например, эритроциты, макрофаги и плазматические клетки образуются в передней почке (или пронефросе) и некоторых областях кишечника (где созревают гранулоциты). Они напоминают примитивный костный мозг у карги. Хрящевые рыбы (акулы и скаты) обладают более развитой иммунной системой. У них есть три уникальных специализированных органа: эпигональные органы (лимфоидная ткань, похожая на кости млекопитающих), которые окружают гонады, орган Лейдига в стенках пищевода и спиральный клапан в кишечнике. В этих органах содержатся типичные иммунные клетки (гранулоциты, лимфоциты и плазматические клетки). Они также обладают идентифицируемым тимусом и хорошо развитой селезенкой (их самый важный иммунный орган), где развиваются и хранятся различные лимфоциты, плазматические клетки и макрофаги. Хондростиевые рыбы (осетровые, веслоногие рыбы и бичиры) обладают основным участком для производства гранулоцитов в массе, которая связана с мозговыми оболочками (мембранами, окружающими центральную нервную систему). Их сердце часто покрыто тканью, содержащей лимфоциты, ретикулярные клетки и небольшое количество макрофагов. Хондростеальная почка является важным кроветворным органом, в котором развиваются эритроциты, гранулоциты, лимфоциты и макрофаги.
Как и у хондростеевых рыб, основные иммунные ткани костистых рыб (или телеостеи) включают почку (особенно переднюю почку), в которой содержится множество различных иммунных клеток. Кроме того, рыбы-телеосты обладают тимусом, селезенкой и рассеянными иммунными областями в тканях слизистой оболочки (например, в коже, жабрах, кишечнике и гонадах). Как и иммунная система млекопитающих, эритроциты, нейтрофилы и гранулоциты, как полагают, находятся в селезенке, в то время как лимфоциты являются основным типом клеток, обнаруживаемых в тимусе. В 2006 году лимфатическая система, аналогичная таковой у млекопитающих, была описана у одного вида костистых рыб, данио-рерио. Хотя это ещё не подтверждено, эта система, по-видимому, будет там, где наивные (нестимулированные) Т-клетки накапливаются в ожидании встречи с антигеном.
В- и Т-лимфоциты, несущие иммуноглобулины и Т-клеточные рецепторы, соответственно, обнаружены у всех челюстных рыб. Действительно, адаптивная иммунная система в целом эволюционировала у предка всех челюстных позвоночных.

## Классификация
В ранних классификациях рыб рассматривали как класс либо надкласс позвоночных, в который включали все известные группы хрящевых, костных и прочих рыб. В настоящее время учёные-систематики рассматривают рыб как парафилетическую группу, так как помимо остальных в неё включают лопастепёрых рыб, среди ископаемых представителей которых были предки наземных позвоночных — четвероногих (Tetrapoda), которые рыбами не являются.
Современных рыб разделяют на 3 класса: хрящевые, лучепёрые и лопастепёрые рыбы. Ещё во второй половине XX века последние две группы в качестве подклассов включались в класс костных рыб, однако в последние десятилетия большинством ихтиологов рассматриваются как самостоятельные классы. Тем не менее, некоторые авторитетные исследователи в последние годы склонны снова объединять лучепёрых и лопастепёрых рыб в один класс Osteichthyes.
Отношения основных подгрупп рыб представлены ниже:
- Рыбы (Pisces)
  - Класс Placodermi — Пластинокожие рыбы, или плакодермы †
  - Класс Chondrichthyes — Хрящевые рыбы
  - Класс Acanthodii — Акантоды †
  - Надкласс Osteichthyes — Костные рыбы
    - Класс Actinopterygii — Лучепёрые рыбы
    - Класс Sarcopterygii — Лопастепёрые рыбы

## Экология рыб
Рыбы живут в воде, которая занимает огромные пространства. Около 361 млн км², или 71 % всей поверхности земного шара, занято морями и океанами, и 2,5 млн км² — внутренними водоёмами. Рыбы распространены от высокогорных водоёмов (более 6000 м над уровнем океана) до наибольших глубин Мирового океана (11022 м). Рыбы встречаются также в полярных водах и тропических зонах.
В настоящее время рыбы — господствующая группа животных в водных биоценозах. Наряду с китообразными, они завершают цепи питания.
Рыбы приспособились к различным условиям водной среды. Факторы, влияющие на них, делятся на:
- биотические факторы — влияние живых организмов, окружающих рыбу и вступающих с ней в различные взаимоотношения;
- абиотические факторы — физико-химические свойства среды обитания.

К наиболее важным абиотическим факторам относятся температура воды, солёность, содержание газов и др.
По местам обитания различают морских, пресноводных и проходных рыб.
При достаточно большом разнообразии видов образа жизни всех рыб можно включить в состав нескольких экотипов:
- литоральные — обитают в прибрежной зоне (бычки, морские собачки);
- пелагические рыбы (нектон) — держатся в толще воды;
- донные (нектобентос) — например, скаты, камбалы, сомы.

Многие виды рыб содержатся в неволе — в аквариумах. Содержание и разведение аквариумных рыб в некоторых случаях помогает сохранить редкие их виды, вымирающие в исконных местах обитания.

## Экономическое значение и угрозы
В экономическом отношении значительную роль играет рыболовный промысел, разведение рыб как объектов аквакультуры и торговля аквариумными декоративными рыбами.
В 1961 году в водоёмы бассейна р. Сырдарьи был успешно интродуцирован белый амур для борьбы растительной биомассой каналов и коллекторов, являвшихся биопомехой , что в значительной степени позволило восстановить судоходство на реке.
Экономическая деятельность человека способна поставить под угрозу численность популяций тех или иных видов напрямую или опосредованно, через загрязнение вод, интродуцирование чужих видов, изменение русел рек и изменение климата.

## Рыбы в культуре и искусстве

### В мифологии
Рыбы, как и киты, в древности считавшиеся рыбами, наряду с другими животными играют свою роль в мифологии и религии различных народов мира.